# Anatoxin-a
Anatoxin-a je tuhá látka, sekundární amin a bicyklický alkaloid, cyanotoxin významný především svým výskytem v přírodě a akutní toxicitou. Poprvé byl izolován v roce 1972. Tento toxin je produkován 7 různými rody sinic a symptomy otravy zahrnují ztrátu koordinace, křeče a dýchací paralýzu, která může být smrtelná. Anatoxin-a působí na nAchR receptory, kde napodobuje acetylcholin (jedná se o nervový jed). Anatoxin-a by se neměl zaměňovat s anatoxinem-a(S), který má podobné účinky – ale je strukturně nepříbuzný. Anatoxin-a a jeho deriváty byly a jsou zkoumány jako možné léčivé látky pro léčbu chorob, jako je Parkinsonova choroba.